# Gellenoncourt
Gellenoncourt é uma comuna francesa na região administrativa de Grande Leste, no departamento de Meurthe-et-Moselle. Estende-se por uma área de 3,61 km². Em 2010 a comuna tinha 78 habitantes (densidade: 21,6 hab./km²).